# Protestantyzm w Luizjanie

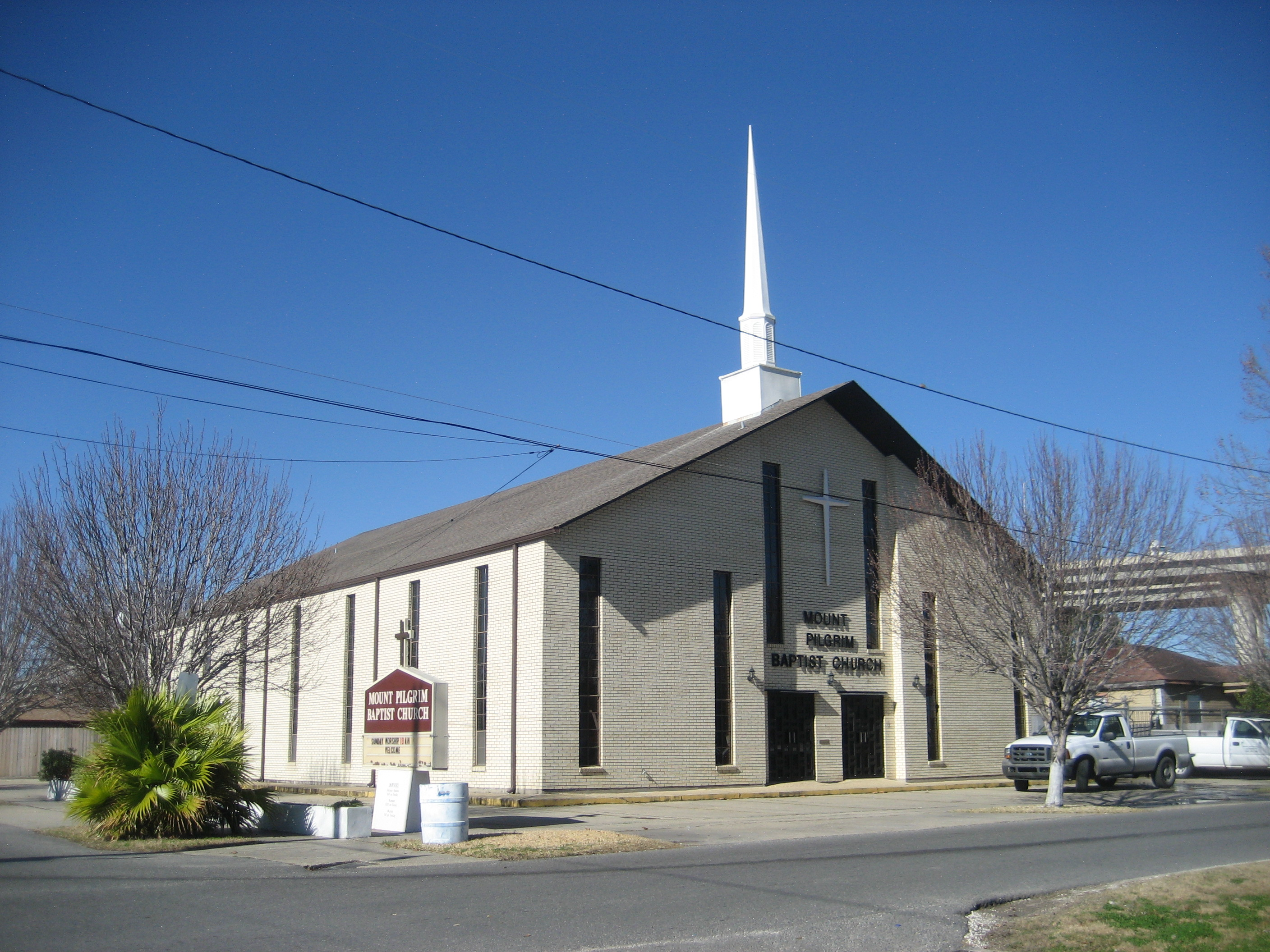
Kościół Baptystyczny w Harvey

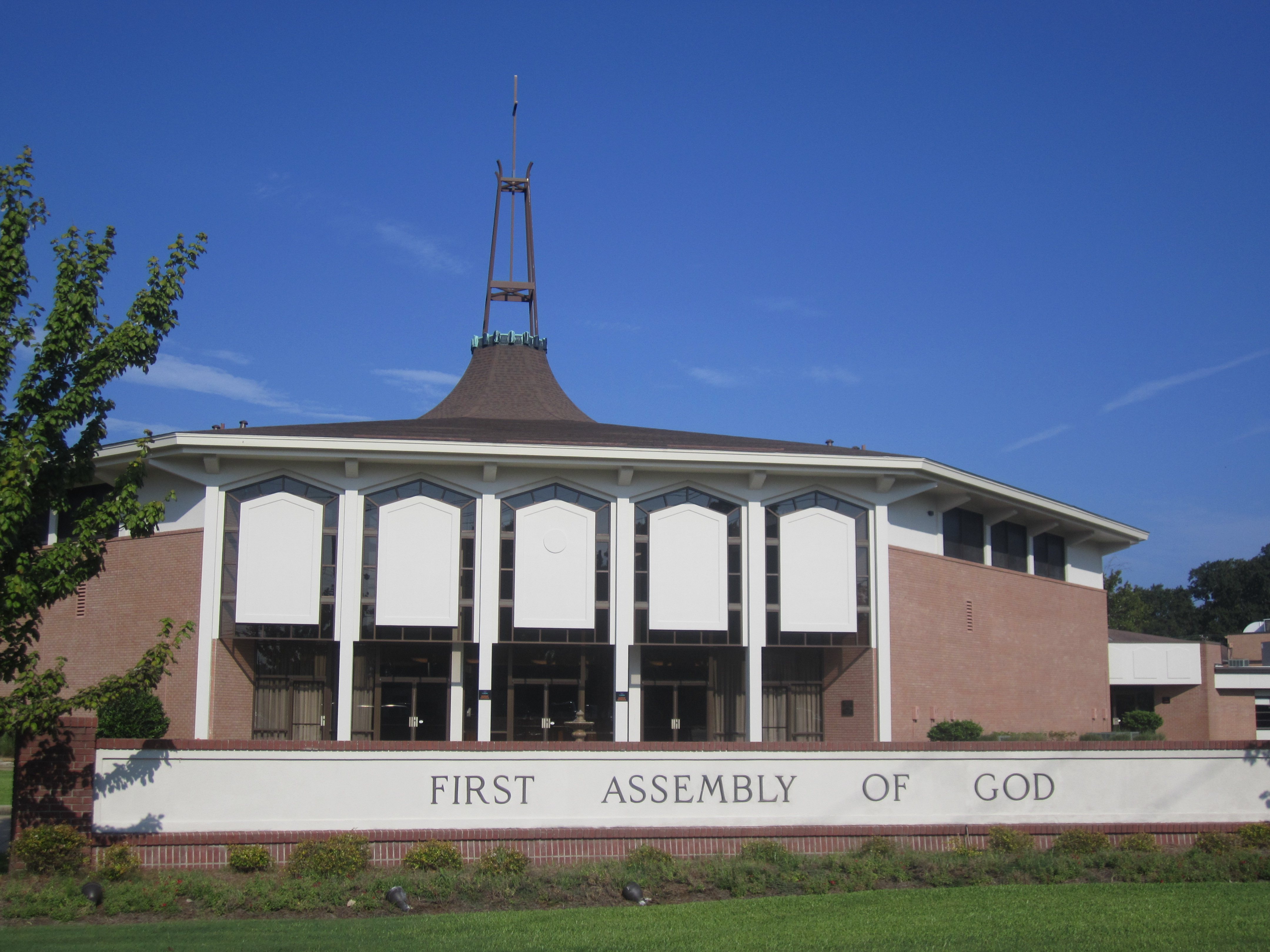
Zielonoświątkowy kościół Zborów Bożych w West Monroe

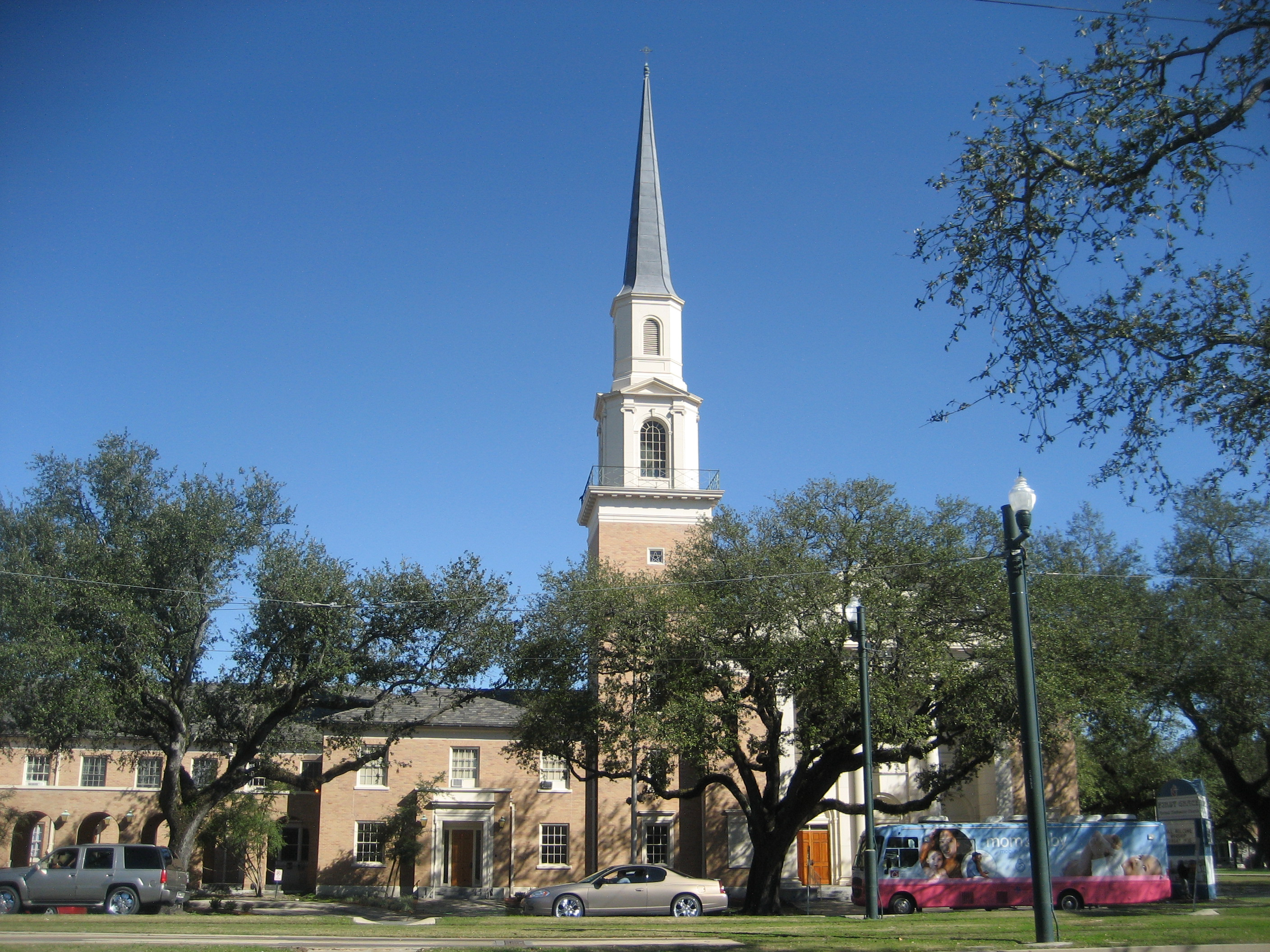
Pierwszy Metodystyczny Kościół Łaski w Nowym Orleanie

Protestantyzm w Luizjanie – wyznawcy protestanckich wspólnot religijnych w amerykańskim stanie Luizjana stanowią 57% ludności. Protestantyzm reprezentowany jest przez trzy główne nurty: ewangelikalizm (27%), historycznych czarnych protestantów (22%) i protestantyzm głównego nurtu (8%). Największe wyznania stanowią: baptyści (37%), bezdenominacyjni (7%), zielonoświątkowcy (4%) i metodyści (4%). Inne mniejsze grupy to: anglikanie, campbellici, luteranie, prezbiterianie, adwentyści dnia siódmego i mennonici.
Według sondażu Pew Research Center w 2014 roku odpowiedzi mieszkańców stanu na pytania w sprawie wiary były następujące:
- 75% – „Absolutnie, na pewno wierzę w Boga”,
- 14% – „Prawie na pewno wierzę w Boga”,
- 2% – „Niezbyt pewnie wierzę w Boga”,
- 1% – „Nie wiem, czy wierzę w Boga”,
- 6% – „Nie wierzę w Boga”,
- 1% – inna odpowiedź.

Powyższe dane czynią z Luizjany jednym z najbardziej religijnych stanów.

## Dane statystyczne
Największe wspólnoty protestanckie w stanie Kentucky według danych z 2010 roku:
| Lp. | Kościół                                                 | Liczba zborów | Liczba członków | Procent ludności |
| --- | ------------------------------------------------------- | ------------- | --------------- | ---------------- |
| 1.  | Południowa Konwencja Baptystyczna                       | 1607          | 709 650         | 15,65%           |
| 2.  | Bezdenominacyjni                                        | 505           | 195 903         | 4,32%            |
| 3.  | Zjednoczony Kościół Metodystyczny                       | 501           | 146 848         | 3,24%            |
| 4.  | Narodowa Konwencja Baptystyczna USA                     | 187           | 113 433         | 2,5%             |
| 5.  | Zbory Boże                                              | 221           | 54 478          | 1,2%             |
| 6.  | Zjednoczony Kościół Zielonoświątkowy                    | 310           |                 |                  |
| 7.  | Kościół episkopalny                                     | 95            | 28 214          | 0,62%            |
| 8.  | Narodowa Konwencja Baptystyczna Ameryki                 | 53            | 27 093          | 0,6%             |
| 9.  | Kościoły Chrystusowe                                    | 228           | 24 594          | 0,54%            |
| 10. | Kościół Boży w Chrystusie                               | 132           | 21 746          | 0,48%            |
| 11. | Afrykański Kościół Metodystyczno-Episkopalny            | 106           | 17 863          | 0,39%            |
| 12. | Chrześcijański Kościół Metodystyczno-Episkopalny        | 107           | 17 210          | 0,38%            |
| 13. | Narodowa Misyjna Konwencja Baptystyczna                 | 71            | 14 299          | 0,32%            |
| 14. | Kościół Prezbiteriański USA                             | 102           | 12 115          | 0,27%            |
| 15. | Kościół Adwentystów Dnia Siódmego                       | 59            | 12 090          | 0,27%            |
| 16. | Kościół Luterański Synodu Missouri                      | 58            | 10 872          | 0,24%            |
| 17. | Amerykańskie Stowarzyszenie Baptystyczne                | 51            | 10 724          | 0,24%            |
| 18. | Kościół Boży (Cleveland)                                | 64            | 9444            | 0,21%            |
| 19. | Zielonoświątkowy Kościół Świętości                      | 27            | 7947            | 0,18%            |
| 20. | Amerykańskie Kościoły Baptystyczne w USA                | 5             | 5379            | 0,12%            |
| 21. | Kościół Ewangelicko-Luterański w Ameryce                | 18            | 4625            | 0,1%             |
| 22. | Stowarzyszenie Kościoła Baptystycznego Pełnej Ewangelii | 58            |                 |                  |